# Красногорская (Кировская область)
Красногорская — опустевшая деревня в Котельничском районе Кировской области в составе Юбилейного сельского поселения.

## География
Располагается на расстоянии примерно 26 км по прямой на север от райцентра города Котельнич у дороги Котельнич-Даровской.

## История
Была известна с 1710 года как починок Красногорский с 1 двором, в 1764 53 жителя. В 1873 году здесь (деревня Красногорская) отмечено дворов 19 и жителей 133, в 1905 25 и 164, в 1926 (Красногорье)  40 и 197, в 1950 (Красногорена) 12 и 62, в 1989 оставалось 7 человек. Настоящее название утвердилось с 1978 года.

## Население
Постоянное население  составляло 2 человека (русские 100%) в 2002 году, 0 в 2010.